# Sviatoslav Vakartchouk
Sviatoslav Ivanovytch Vakartchouk (ukrainien : Святослав Іванович Вакарчук), né le 14 mai 1975 est un chanteur, auteur-compositeur et homme politique ukrainien. Depuis 1994, il est la principale figure d'Okean Elzy, le groupe de rock le plus populaire en Ukraine. Pro-occidental, il est une première fois député de 2007 à 2008. Il l'est de nouveau de 2019 à 2020, à la tête du parti Voix (Holos) qu'il a fondé en 2019.

## Biographie
Son père a été recteur de l'université de Lviv puis ministre de l'Education sous Viktor Ianoukovytch. Son travail sur la supersymétrie lui a permis d'obtenir un doctorat en physique.

### Carrière

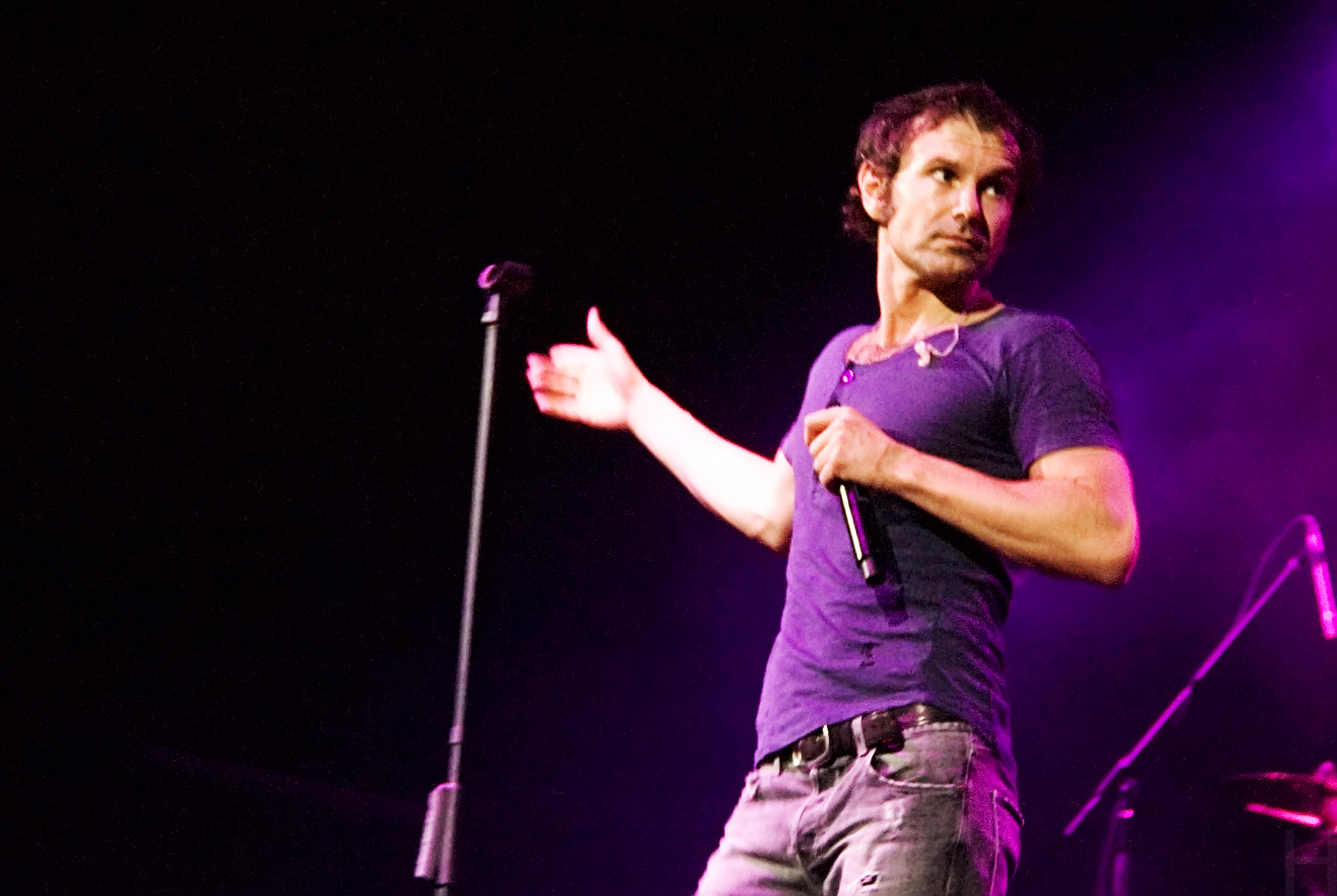
Vakartchouk en 2012.

Membre d’Okean Elzy, groupe de rock fondé en 1994, il est considéré comme le chanteur le plus connu et populaire d’Ukraine.
Il fait partie du jury de The Voice of Ukraine lors des saisons 3, 4, 5, 6 et 12.

### Parcours politique
Soutien de la Révolution orange en 2004, il est député de 2007 à 2008 pour le Bloc Notre Ukraine du président pro-occidental Viktor Iouchtchenko.
Son nom est régulièrement mentionné en vue de l’élection présidentielle de 2019, pour laquelle il est un temps crédité de près de 10 % d'intentions de vote,. Il voit ensuite sa popularité décroître et annonce le 28 janvier 2019 qu'il n’entend pas se porter candidat, malgré les appels à sa candidature.
Il fait finalement son retour en politique lors des élections législatives de 2019, pour lesquelles il lance le parti Voix (Holos). Continuant à se produire en concert, il fait essentiellement campagne contre l'oligarchie et la corruption ainsi que pour la fin de la guerre du Donbass et une vaste réforme judiciaire. Si ses positions pour un renouvellement politique sont proches de celle du nouveau président du pays, Volodymyr Zelensky, il n’entend pas s’allier avec celui-ci. Celui-ci lui avait proposé une alliance entre son parti et Serviteur du peuple, avant d'y renoncer face à l'ampleur de sa victoire. Voix arrive finalement en cinquième position, avec 5,8 % des voix et vingt élus,.
Le 12 mars 2020, il démissionne de la direction de Voix, étant remplacé par Kira Rudyk,.

### Guerre
En réaction à l'invasion russe de l'Ukraine, Vakartchouk a rejoint le 6 mars 2022 la défense territoriale de l'oblast de Lviv. Il est sur le front fin avril 2022 à Barvinkove.
Il joue de la musique au front pour remonter le moral des soldats avec une simple guitare. Il est sollicité par Bernard-Henri Lévy pour composer la musique de son film Slava Ukraini, consacré à la guerre. En 2025, il participe à la bande originale du film Notre Guerre de Bernard-Henri Lévy,.